# McLean Ridge
McLean Ridge ist ein kleiner, teilweise vereister Gebirgskamm im ostantarktischen Mac-Robertson-Land. In der Aramis Range der Prince Charles Mountains ragt er rund 5 km südöstlich des Mount Butterworth auf.
Luftaufnahmen der Australian National Antarctic Research Expeditions von 1956 und 1960 dienten seiner Kartierung. Das Antarctic Names Committee of Australia benannte ihn in falscher Annahme des Nachnamens nach Cyril Victor Morgan (1934–1998), leitender Dieselaggregatmechaniker auf der Wilkes-Station im Jahr 1963. Bisland wurde der Fehler in der Benennung nicht behoben.